# Porxo a la Font Calda
El Porxo a la Font Calda és una obra de Gandesa (Terra Alta) inclosa a l'Inventari del Patrimoni Arquitectònic de Catalunya.

## Descripció
Antic pas sota una edificació del balneari que antigament tenia una cota inferior i s'hi podia passar a peu. Actualment es voreja l'edifici per a facilitar el pas de vehicles. El cobert s'utilitza per a canalitzar les aigües pluvials. Es compon de tres arcs de maó amb forjats de bigues de fusta com a cobert.